# Bernhard Schneeberger
Bernhard Maria Heinrich Schneeberger (* 19. September 1945 in Speyer; † 5. Mai 2015 in Münster) war ein deutscher Musikwissenschaftler, Geschäftsmann und Gründer des Agenda Verlags in Münster.

## Leben
Bernhard Schneeberger war das dritte von vier Kindern. Er wuchs im pfälzischen Speyer auf und ging dort zur Schule. Später zog die Familie aufgrund der Berufung seines Vaters Josef Schneeberger zum Regierungspräsidenten im Regierungsbezirk Münster in die Stadt Münster. Dort besuchte Bernhard Schneeberger das Paulinum und legte sein Abitur ab. Daraufhin studierte er Rechtswissenschaften, Geschichte und Musikwissenschaften. 1991 promovierte er an der Westfälischen Wilhelms-Universität mit der zweiteiligen Arbeit Die Musikerfamilie Fürstenau: Untersuchungen zu Leben und Werk.
1992 gründete er den Agenda Verlag, der als sein Lebenswerk galt. 2007 gründete er in Münster auch die Galerie Schneeberger und widmete sich mit ihr der Modernen Kunst. Die Galerie ist Bestandteil der agenda Verlag GmbH & Co. KG. Er war Vorsitzender der Deutschen Gesellschaft für Westfälische Musik und Musikgeschichte.
Bernhard Schneeberger war auch in der Lehre tätig. Er lehrte beispielsweise an der Akademie für Alte Musik in Baden-Württemberg, ehemals Dresdner Akademie für Alte Musik.
Er starb nach schwerer Krankheit im Alter von 69 Jahren. Seit seinem Tod ist seine Frau Marlies Verlagseigentümerin und sein Sohn Michael Schneeberger führt diesen als Geschäftsführer fort.
Seit 1968 war er Mitglied der katholischen Studentenverbindung KDStV Winfridia (Breslau) Münster.

## Publikationen
- Die Musikerfamilie Fürstenau. Untersuchungen zu Leben und Werk. Lit Verlag, Münster 1992, ISBN 3-89473-232-6.
  - Band 1: Leben und Wirken.
  - Band 2: Thematisch-Bibliographische Werkverzeichnisse.